# Jackie Stewart
John Young Stewart (Milton, Dunbartonshire, Escocia; 11 de junio de 1939), más conocido como Jackie Stewart, es un expiloto de automovilismo británico. Es uno de los diez pilotos que ha obtenido al menos tres títulos mundiales de Fórmula 1, al resultar campeón en 1969, 1971 y 1973, además de subcampeón en 1968 y 1972, y tercero en 1965. En sus 100 Grandes Premios como piloto de las escuderías BRM, Matra y Tyrrell, obtuvo 27 victorias, 43 podios y 17 pole positions.

## Carrera

### Comienzos
Stewart nació en el pueblo escocés de Milton (West Dunbartonshire) el 11 de junio de 1939, en el seno de una familia que se dedicaba al mundo del motor, con lo que Stewart se sintió atraído a todo lo referente al automovilismo. Sus padres tenían una tienda en donde vendían automóviles Jaguar. De esta forma, Jackie aprendió desde muy pequeño en el garaje de la tienda. Además su hermano mayor, Jimmy, era piloto de carreras y era reconocido en los circuitos de la ciudad.
Jackie Stewart comenzó con los automóviles debido a que en la escuela le iba mal porque tenía dislexia, pero en ese entonces no se la diagnosticaron. De esta forma fue pasando su adolescencia en los talleres.
Cuando lo encontró Ken Tyrrell, supo de sus virtudes y decidió contratarlo ya que Ken Tyrrell tenía un equipo de Fórmula Junior, en donde allí fue ganando carreras y fama. En 1964, ganó siete de las diez carreras de la Fórmula 3 Británica BARC con Tyrrell.

### Fórmula 1

#### BRM
Si bien firmó con BRM junto a Graham Hill en 1965, un contrato que le reportó £ 4,000, su primera carrera en un monoplaza de Fórmula 1 fue para Lotus, como suplente de un lesionado Jim Clark, en el Gran Premio de Rand, una carrera dividida en dos mangas que no era parte del campeonato mundial en diciembre de 1964. Después de clasificarse en la pole position, el Lotus rompió en la primera manga, pero ganó la segunda y consiguió la vuelta rápida. En su debut en el Campeonato Mundial de F1 en Sudáfrica, terminó sexto. Su primera gran victoria en una competencia llegó en el BRDC International Trophy (fuera del campeonato) a fines de la primavera, y antes de fin de año ganó su primera carrera, una prueba puntuable en Monza, luchando rueda a rueda con el P261 de su compañero de equipo Hill. Stewart terminó su primera temporada con una victoria y otros cuatro podios (tres segundos y un tercero), así como un tercer lugar en el Campeonato Mundial de Pilotos.
Después de su comienzo prometedor el año anterior, 1966 y 1967 no fueron buenos años para Stewart. Los BRM H16 de tres litros no eran confiables, aunque Stewart ganó el Gran Premio de Mónaco de 1966 en un automóvil con motor de dos litros. El evento más significativo fue su accidente en el Gran Premio de Bélgica de 1966 en Spa-Francorchamps, que provocó que se perdiera la siguiente carrera y desencadenó su campaña para mejorar la seguridad en la F1. Tras una temporada 1967 en la que abandonó en casi todas las carreras, se marchó del equipo.

#### Matra International

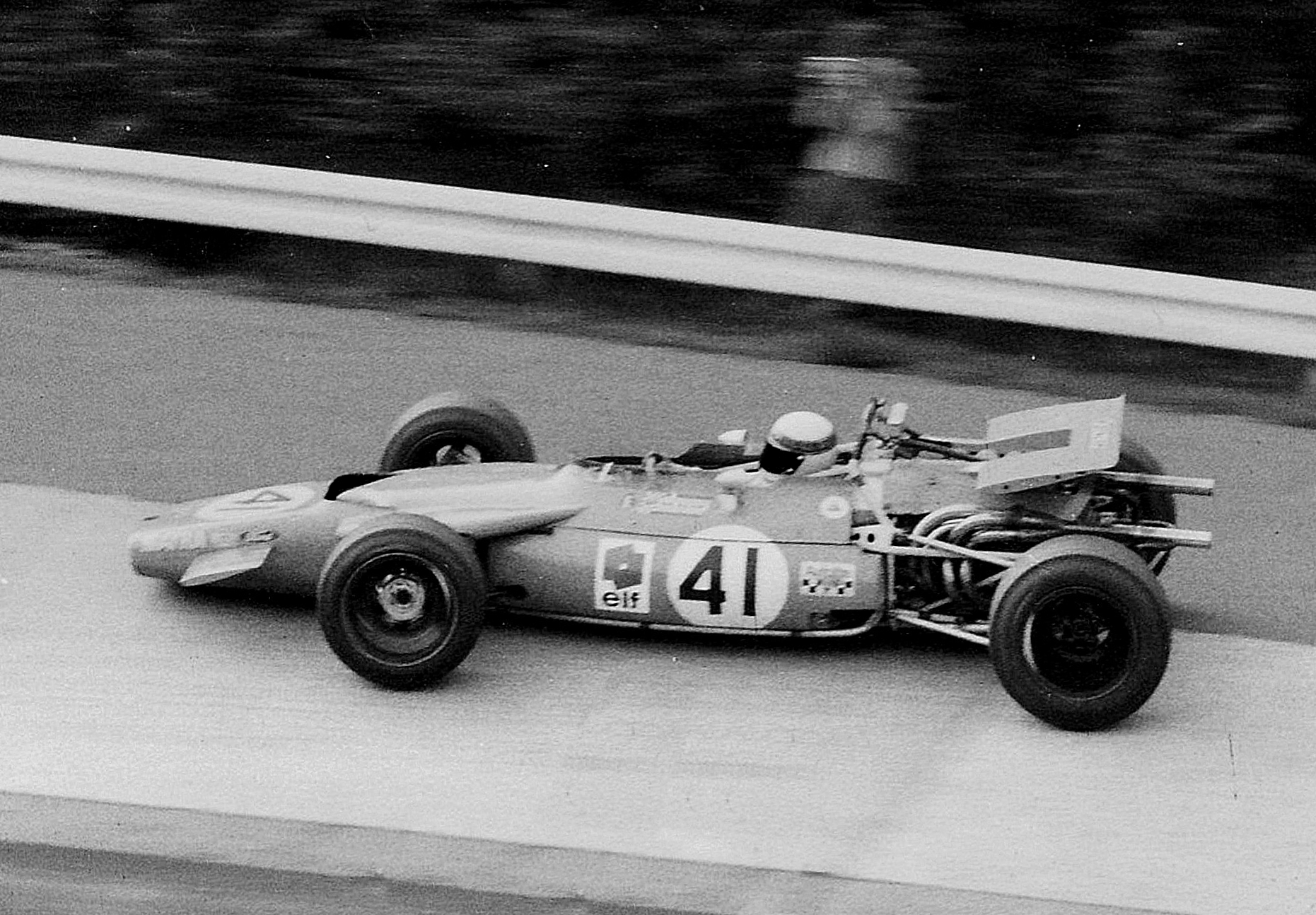
Stewart sobre su Matra MS 84, en Nürburgring 1969.

Para 1968 en la Fórmula 1, se cambió al equipo Matra International de Ken Tyrrell, donde conducía un Matra MS10-Cosworth. Luego de la primera carrera, se perdió dos debido a un accidente en Fórmula 2. Su primera victoria de la temporada fue bajo una fuerte lluvia en Zandvoort. Siguió otra victoria bajo la lluvia y la niebla en Nürburgring, donde ganó por un margen de cuatro minutos. También ganó en Watkins Glen, pero su auto falló en México, por lo que perdió el título de pilotos ante Hill.
En 1969, conduciendo el Matra MS80, Stewart tuvo varias carreras en las que dominó completamente a la oposición, como ganar por más de dos vueltas en Montjuïc, un minuto por delante en Clemont-Ferrand y por más de una vuelta en Silverstone. Con victorias adicionales en Kyalami, Zandvoort y Monza, Stewart se convirtió en campeón mundial. Hasta 2005, fue el único piloto que ganó el campeonato en un automóvil construido por un constructor francés y sigue siendo el único piloto en ganar el campeonato mundial en un automóvil construido en Francia (los Renault de 2005 y 2006 fueron construidos en Reino Unido), así como en un automóvil inscrito por un equipo privado. También ese año, Stewart lideró al menos una vuelta de cada Gran Premio del Campeonato Mundial y sigue siendo el único piloto en lograr esta hazaña.

#### Tyrrell
Para 1970, Matra insistió en usar sus propios motores V12, mientras que Tyrrell y Stewart querían continuar con Cosworth y mantener su conexión con Ford, lo que entraba en conflicto con las conexiones recientes de Matra con Chrysler. Tyrrell decidió construir su propio automóvil y, mientras tanto, compró un chasis de March Engineering; Stewart llevó el 701-Cosworth a la victoria en la Carrera de Campeones (fuera del campeonato) y España, pero el desarrollo del automóvil se estancó y pronto fue superado por el nuevo 72 del equipo Lotus. El nuevo Tyrrell 001-Cosworth apareció en agosto. Sufrió problemas pero se mostró prometedor. Tyrrell siguió siendo patrocinado por la compañía de combustible francesa Elf, y Stewart corrió en un automóvil pintado de azul escocés durante muchos años.

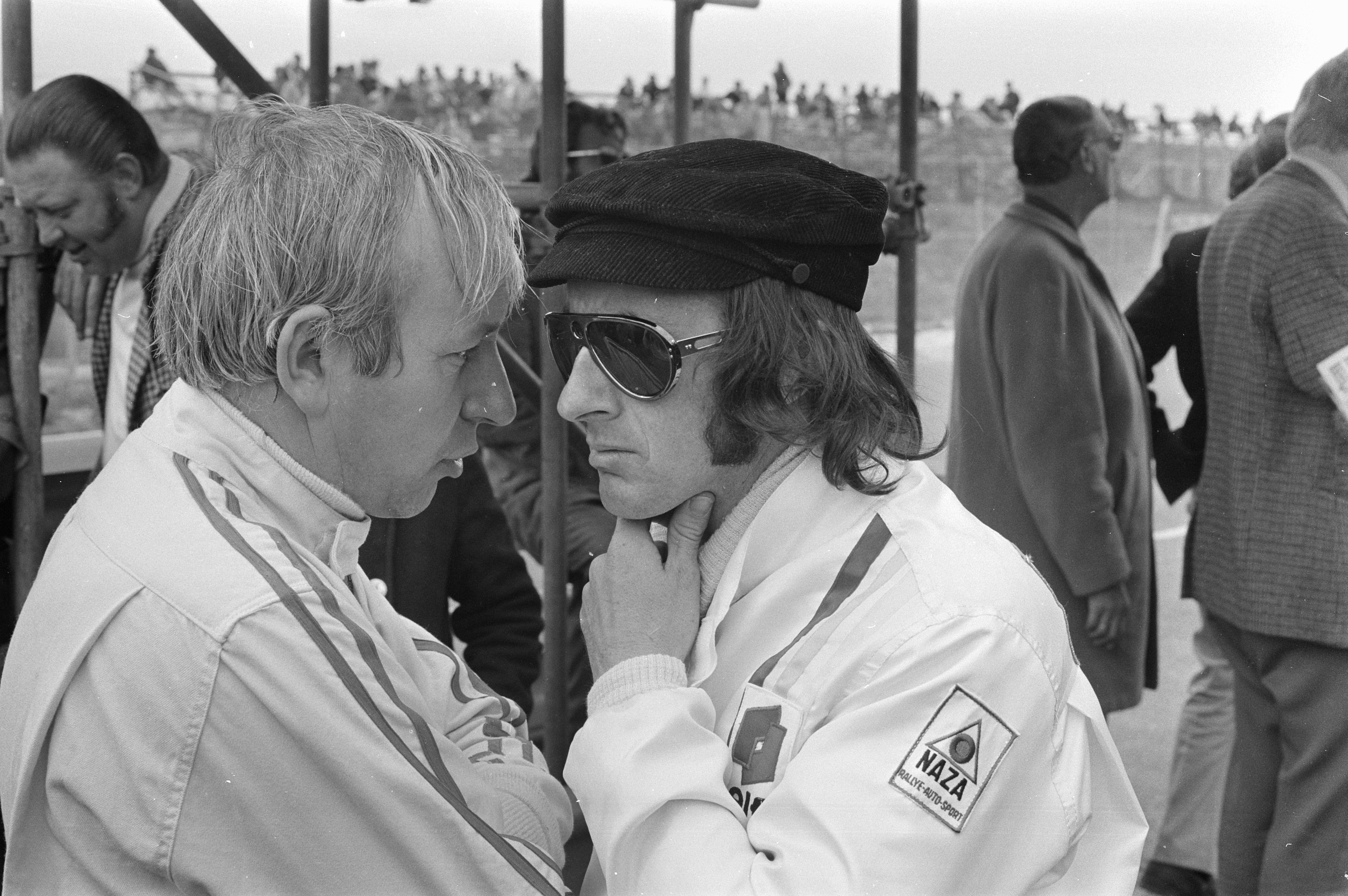
John Surtees y Stewart, en Zandvoort 1971.

Stewart ganó el Campeonato Mundial de Fórmula 1 en 1971 usando el Tyrrell 003-Cosworth, ganando España, Mónaco, Francia, Gran Bretaña, Alemania y Canadá. Tyrrell fue el equipo a vencer y ningún otro tuvo el rendimiento o la consistencia para luchar por el título. El subcampeón fue Ronnie Peterson de March, quien sumó poco más de la mitad de los puntos de Stewart. François Cevert, en su primera temporada completa con Tyrrell, finalizó tercero con una victoria.
El estrés de las carreras durante todo el año y en varios continentes terminó causando problemas médicos a Stewart. Ganó el campeonato mundial de 1971 a pesar de tener mononucleosis y cruzar el Océano Atlántico 186 veces debido a compromisos con los medios en los Estados Unidos. Durante la temporada del Gran Premio de 1972 se perdió el Gran Premio de Bélgica en Nivelles debido a una gastritis. Aun así, ganó los Grandes Premios de Argentina, Francia, Estados Unidos y Canadá, para quedar segundo detrás de Emerson Fittipaldi (Lotus) en la clasificación de pilotos.
El escocés volverá a repetir triunfo en el mundial en 1973 retirándose justo después del Gran Premio de Estados Unidos en Watkins Glen, en el que su compañero Cevert perdió la vida, hecho que le afectó profundamente y motivó su retiro de dicha carrera y de la actividad como piloto, justo antes de completar cien carreras largadas.

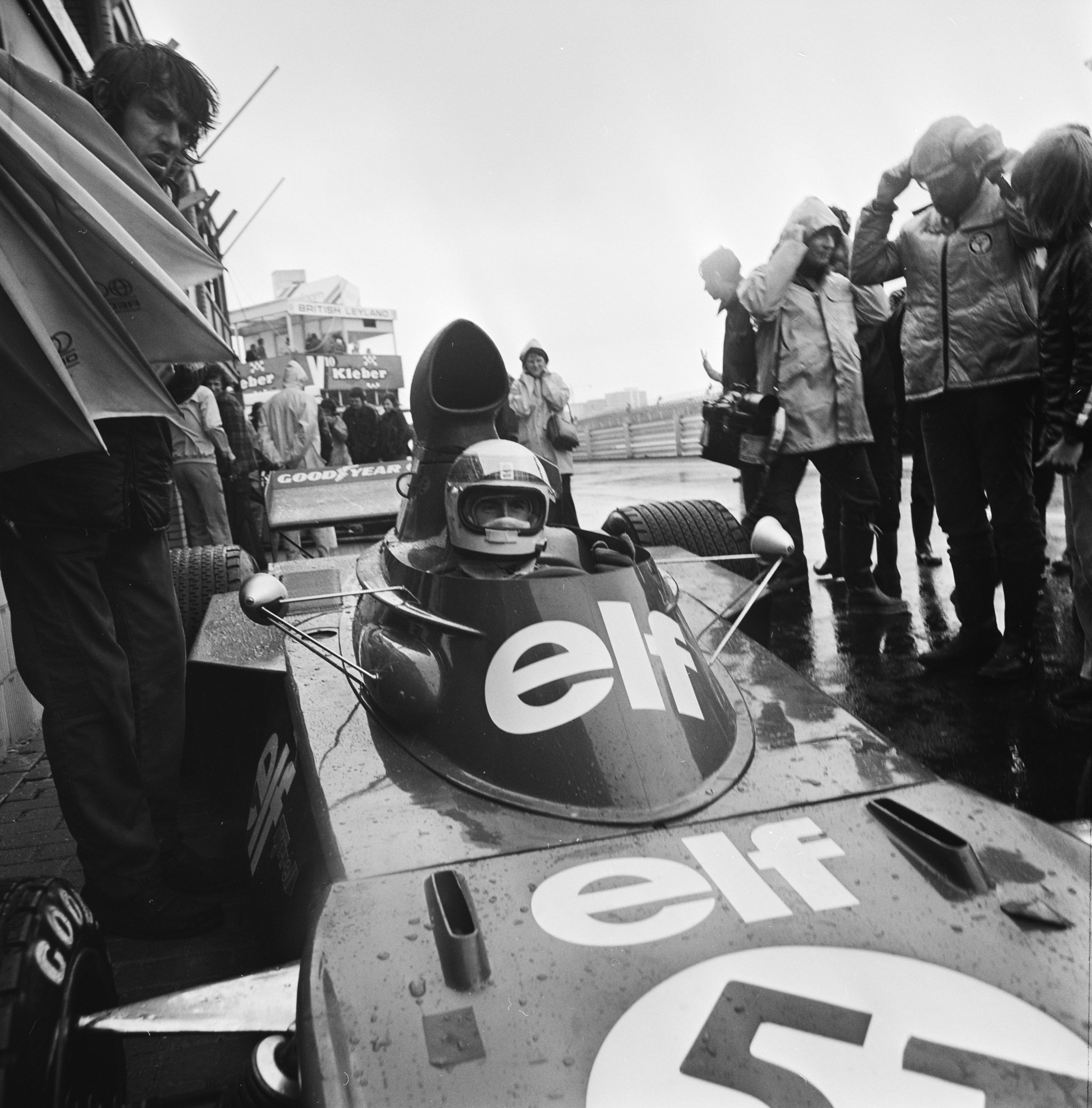
Stewart en Zandvoort 1973.

Al entrar en la temporada 1973, Stewart había decidido retirarse. Sin embargo, ganó en Sudáfrica, Bélgica, Mónaco y Países Bajos. Su última y 27.ª victoria llegó en Nürburgring con un 1-2 para Tyrrell. «Nada me dio más satisfacción que ganar en Nürburgring y, sin embargo, siempre tuve miedo». Stewart dijo más tarde. Después del accidente fatal de su compañero de equipo François Cevert en la práctica para el Gran Premio de los Estados Unidos de 1973 en Watkins Glen, Stewart se retiró una carrera antes de lo previsto y se perdió iniciar su Gran Premio número 100. Stewart ya había ganado el Campeonato de Pilotos en el Gran Premio de Italia dos carreras antes. Emerson Fittipaldi fue su principal rival, quien fue líder del campeonato hasta el GP de Francia, la octava carrera.
Stewart mantuvo el récord de más victorias de un piloto de Fórmula 1 (27) durante 14 años hasta que Alain Prost lo superó en 1987, y el récord de más victorias de un piloto británico de Fórmula 1 durante 19 años hasta que Nigel Mansell ganó el Gran Premio de Gran Bretaña de 1992. Gran Premio. En su trabajo de comentarista para la emisora de carreras Channel 9 durante una carrera de 1988, Stewart dijo que le habían preguntado en numerosas ocasiones si no estaba contento por perder su récord ante Prost, y continuó diciendo que estaba feliz de que su récord había sido tomado por alguien de su calibre, ya que creía que era el mejor piloto de Fórmula 1.

### Otras competencias

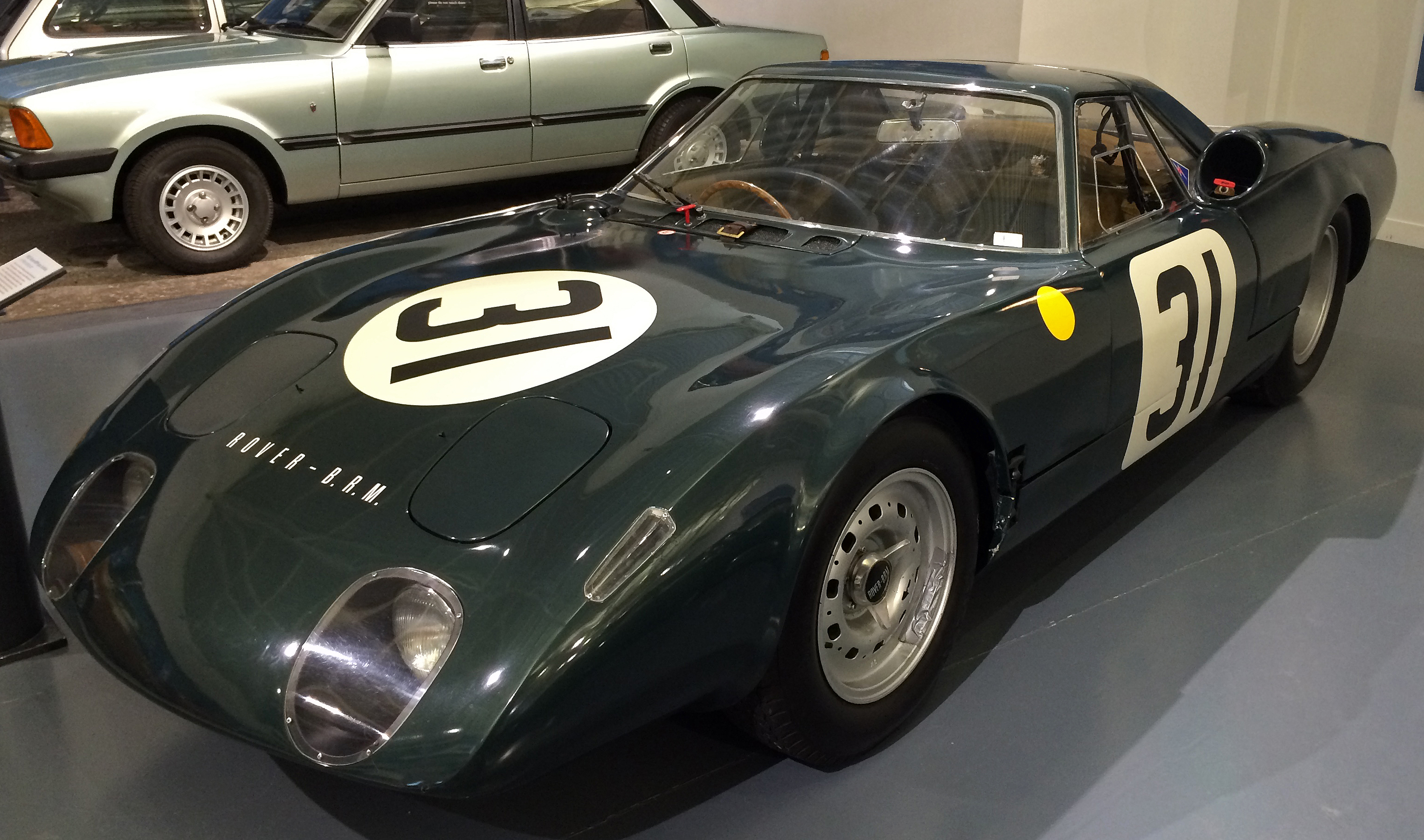
Rover-BRM que utilizó en Le Mans 1965.

Stewart disputó las 12 Horas de Reims del Campeonato Mundial de Resistencia de 1964 con una Ferrari 250 GTO junto a Chris Amon, y los 1000 km de París junto a Ludovico Scarfiotti con una Ferrari 250 LM. En las 24 Horas de Le Mans de 1965 compitió junto a Graham Hill con un Rover-BRM motorizado por turbina, llegando a meta décimo absoluto aunque muchas vueltas por detrás del Porsche 904/6 oficial que ganó en su clase.
En 1966, lideró 40 vueltas de las 500 Millas de Indianápolis con un Lola T90-Ford. Abandonó a diez vueltas del final por fallo mecánico, quedando clasificado sexto, y fue nombrado Novato del Año. Ese año, venció en la fecha no puntuable del Campeonato Nacional del USAC en Fuji, y en las 12 Horas de Surfers Paradise con una Ferrari 250LM. También disputó las 12 Horas de Sebring junto a Graham Hill con un Ford GT40, donde abandonó.
También en 1966, consiguió cuatro victorias y un segundo puesto en las ocho carreras de la Tasman Series con BRM, obteniendo el título frente a Graham Hill y Jim Clark. En 1967 fue subcampeón frente a Clark, con un total de dos victorias en seis carreras.
Stewart llegó segundo absoluto en las 6 Horas de Brands Hatch del Campeonato Mundial de Resistencia 1967 con una Ferrari 330 P4 Spyder oficial. También disputó por segunda vez las 500 Millas de Indianápolis, abandonando nuevamente por problemas mecánicos.
Una aparición proyectada en Le Mans 1970, para copilotar el Porsche 917K de 4.5 litros con Steve McQueen, no se realizó debido a la incapacidad de McQueen para obtener un seguro. Ese año participó en una carrera de la Can-Am, en el revolucionario Chaparral 2J. Stewart se clasificó tercero, en lo que fue la primera salida del auto, pero una falla en los frenos terminó con su carrera.
El escocés disputó la Can-Am 1971 con un Lola T260 oficial, obtuvo dos victorias y dos segundos puestos en diez carreras. Por tanto, resultó tercero en el campeonato por detrás de Peter Revson y Denny Hulme de McLaren. Ese mismo año, resultó segundo en el Gran Premio de Questor de Ontario con Tyrrell.
En 1973, el piloto participó en cuatro carreras del Campeonato Europeo de Turismos con un Ford Capri oficial, logrando un quinto lugar en Paul Ricard junto a Jochen Mass.

## Protestas sobre la seguridad
En Spa-Francorchamps en 1966, Stewart se salió de la pista mientras conducía a 266 km/h bajo una fuerte lluvia y chocó contra un poste de teléfono y un cobertizo antes de descansar en una granja. Su columna de dirección inmovilizó su pierna, mientras que los tanques de combustible rotos vaciaron su contenido en la cabina. No había asistentes para sacarlo, ni había herramientas adecuadas disponibles. Stewart fue rescatado por sus colegas Graham Hill y Bob Bondurant, quienes también se habían estrellado cerca. No había médicos ni instalaciones médicas en la pista, y colocaron a Stewart en la cama de una camioneta, donde permaneció hasta que llegó una ambulancia. Primero fue trasladado al centro de primeros auxilios de la pista, donde esperó en una camilla, que fue colocada en un suelo sembrado de colillas y otros desperdicios. Finalmente, otro equipo de ambulancia lo recogió, pero el conductor de la ambulancia se perdió conduciendo a un hospital en Lieja. Finalmente, un avión privado llevó a Stewart de regreso al Reino Unido para recibir tratamiento.
Después de su accidente en Spa, Stewart se convirtió en un abierto defensor de la seguridad en las carreras. Más tarde, explicó: «Si tengo algún legado para dejar el deporte, espero que se vea como un área de seguridad porque cuando inicié, las llamadas precauciones y medidas de seguridad eran diabólicas».
Stewart hizo campaña con Louis Stanley (jefe de BRM) para mejorar los servicios de emergencia y mejores barreras de seguridad alrededor de las pistas. «Estábamos compitiendo en circuitos donde no había barreras frente a los boxes, y el combustible era tirado en los bidones en el pit lane. Un monoplaza podía chocar fácilmente contra los boxes en cualquier momento. Era ridículo». Como medida provisional, Stewart contrató a un médico privado para que estuviera en todas sus carreras y colocó una llave inglesa en el eje de dirección de su BRM en caso de que fuera necesario nuevamente. Stewart presionó por el uso obligatorio del cinturón de seguridad y los cascos integrales para los conductores, que se han convertido en omisiones impensables para las carreras modernas. Del mismo modo, presionó a los propietarios de pistas para que las modernizaran, incluida la organización de boicots de carreras por parte de los pilotos en Spa-Francorchamps en 1969, Nürburgring en 1970 a la que se unió su amigo cercano Jochen Rindt y Zandvoort en 1972 hasta que se mejoraron las barreras, las áreas de escapatoria, los equipos de bomberos y las instalaciones médicas.
Algunos pilotos y miembros de la prensa creían que las mejoras de seguridad por las que abogaba Stewart restaban valor al deporte, mientras que los propietarios de pistas y los organizadores de carreras se resistían a los costos adicionales. «Hubiera sido un campeón mundial mucho más popular si siempre hubiera dicho lo que la gente quería escuchar. Podría haber muerto, pero definitivamente más popular», dijo Stewart más tarde.
Luego de su retiro en 1973, Stewart continuó trabajando para mejorar la seguridad en el automovilismo. Cinco años después, el dirigente de la Fórmula 1 Bernie Ecclestone contrató al médico Sid Watkins como médico oficial, comenzando así un proceso de implantación de medidas de seguridad en el automovilismo.

## Comentarista de televisión
Durante el período de 1971 a 1986, Stewart cubrió carreras de F1, NASCAR y las 500 Millas de Indianápolis como comentarista de color, y también funcionó como presentador de estas últimas. Jackie fue un locutor principal para el luge en los Juegos Olímpicos de Invierno de 1976 y el ecuestre en los Juegos Olímpicos de Verano de 1976 (en asociación con Chris Schenkel) en Wide World of Sports de ABC. Se destacó por su análisis perspicaz, acento escocés y entrega rápida, lo que una vez hizo que el comentarista deportivo principal de ABC, Jim McKay, comentara que Stewart hablaba casi tan rápido como conducía.
En su libro Winning Is Not Enough, Stewart reveló que usó notas para leer para hacer una transmisión de televisión, ya que no podía leer de un teleprónter debido a su dislexia. También reveló que había tensión entre él y el productor de ABC Sports, Roone Arledge, ya que Stewart también estaba haciendo comerciales para Ford Motor Company y varios de los comerciales se transmitieron en Wide World of Sports, donde era un comentarista habitual allí y eso lo llevó a dejar ABC en 1986.
Más tarde, Stewart cubrió las carreras de CART a partir de Long Beach en 1987 en NBC SportsWorld, junto con Paul Page. Regresó en 1988, junto con Charlie Jones. Stewart solo cubrió autódromos y carreras callejeras en su breve tiempo en NBC. No regresó en 1989.
Stewart también trabajó en la cobertura televisiva de Australia y Canadá, desde finales de 1986 hasta mediados de la década de 1990.

## Dueño de equipo
En 1997, Stewart decide hacer su regreso a la Fórmula 1, esta vez con un equipo propio. Junto a su hijo Paul, fundó Stewart Grand Prix, con el apoyo de Ford, que le suministraba los motores; y del banco HSBC, principal patrocinador. En los tres años que duró como jefe de escudería, Stewart lograría una sola victoria, la conseguida por Johnny Herbert en el Gran Premio de Europa de 1999, que junto a buenas actuaciones del otro piloto, Rubens Barrichello, colocaron a la escudería en la cuarta posición de constructores en 1999. A finales de ese año, Ford compró la escudería y la reconvirtió en Jaguar Racing. Posteriormente, sería vendida a la marca de bebidas energéticas austríacas Red Bull, convirtiéndose en Red Bull Racing, que dominaría la Fórmula 1 finalizando en primera posición del Campeonato de Constructores en 2010, 2011, 2012, 2013, 2022 y 2023.

## Resultados

### Fórmula 1
(Clave) (negrita indica pole position) (cursiva indica vuelta rápida)

| Año     | Escudería                   | 1       | 2       | 3       | 4       | 5       | 6       | 7       | 8       | 9       | 10      | 11      | 12      | 13      | 14    | 15      | Pos. | Puntos  |
| ------- | --------------------------- | ------- | ------- | ------- | ------- | ------- | ------- | ------- | ------- | ------- | ------- | ------- | ------- | ------- | ----- | ------- | ---- | ------- |
| 1965    | Owen Racing Organisation    | RSA 6   | MON 3   | BEL 2   | FRA 2   | GBR 5   | NED 2   | GER Ret | ITA 1   | USA Ret | MEX Ret |         |         |         |       |         | 3.º  | 33 (34) |
| 1966    | Owen Racing Organisation    | MON 1   | BEL Ret | FRA     | GBR Ret | NED 4   | GER 5   | ITA Ret | USA Ret | MEX Ret |         |         |         |         |       |         | 7.º  | 14      |
| 1967    | Owen Racing Organisation    | RSA Ret | MON Ret | NED Ret | BEL 2   | FRA 3   | GBR Ret | GER Ret | CAN Ret | ITA Ret | USA Ret | MEX Ret |         |         |       |         | 9.º  | 10      |
| 1968    | Matra International         | RSA Ret | ESP     | MON     | BEL 4   | NED 1   | FRA 3   | GBR 6   | GER 1   | ITA Ret | CAN 6   | USA 1   | MEX 7   |         |       |         | 2.º  | 36      |
| 1969    | Matra International         | RSA 1   | ESP 1   | MON Ret | NED 1   | FRA 1   | GBR 1   | GER 2   | ITA 1   | CAN Ret | USA Ret | MEX 4   |         |         |       |         | 1.º  | 63      |
| 1970    | Tyrrell Racing Organisation | RSA 3   | ESP 1   | MON Ret | BEL Ret | NED 2   | FRA 9   | GBR Ret | GER Ret | AUT Ret | ITA 2   | CAN Ret | USA Ret | MEX Ret |       |         | 5.º  | 25      |
| 1971    | Elf Team Tyrrell            | RSA 2   | ESP 1   | MON 1   | NED 11  | FRA 1   | GBR 1   | GER 1   | AUT Ret | ITA Ret | CAN 1   | USA 5   |         |         |       |         | 1.º  | 62      |
| 1972    | Elf Team Tyrrell            | ARG 1   | RSA Ret | ESP Ret | MON 4   | BEL INJ | FRA 1   | GBR 2   | GER 11  | AUT 7   | ITA Ret | CAN 1   | USA 1   |         |       |         | 2.º  | 45      |
| 1973    | Elf Team Tyrrell            | ARG 3   | BRA 2   | RSA 1   | ESP Ret | BEL 1   | MON 1   | SUE 5   | FRA 4   | GBR 10  | NED 1   | GER 1   | AUT 2   | ITA 4   | CAN 5 | USA DNS | 1.º  | 71      |
| Fuente: |                             |         |         |         |         |         |         |         |         |         |         |         |         |         |       |         |      |         |

| Predecesor: Graham Hill        | Campeón de Fórmula 1 1969 | Sucesor: Jochen Rindt       |
| Predecesor: Jochen Rindt       | Campeón de Fórmula 1 1971 | Sucesor: Emerson Fittipaldi |
| Predecesor: Emerson Fittipaldi | Campeón de Fórmula 1 1973 | Sucesor: Emerson Fittipaldi |